# Il viaggio di Unamon
Il viaggio di Unamon è un racconto romanzesco che appartiene alla letteratura egizia antica.

Per la ricchezza e l'originalità della trama, ma anche per la sottigliezza psicologica dei quadri sia dei personaggi sia degli eventi presentati, viene considerato un capolavoro della narrativa antica.

## Storia
Il racconto Viaggio di Unamon ci è pervenuto su manoscritto, denominato papiro di Mosca 120, della XXII dinastia proveniente da el-Hiba ed è ora conservato presso il Museo Puškin delle belle arti di Mosca.
La storia è ambientata negli ultimi anni del regno di Ramses XI, in un periodo storico in cui il potere del Basso Egitto era nelle mani del visir e futuro faraone Smendes e, secondo qualche storico egittologo, anche di sua moglie Tentamon, e quello dell'Alto Egitto era in mano al Sommo sacerdote di Amon Herihor. La storia è un'ottima testimonianza della perdita, in quel periodo storico, o comunque dell'offuscamento del prestigio dell'Egitto sui territori circostanti.
Purtroppo il papiro è incompleto, ma gli storici ipotizzano che la storia fosse avviata verso il lieto fine.

## Trama
Si tratta della relazione, vera o fantasiosa, delle peripezie accadute al protagonista durante la sua missione in Libano allo scopo di ottenere il legname di cedro necessario alla costruzione di una barca dedicata al dio tebano Amon.
Il protagonista sopporta ogni sorta di angherie, si scontra con i pirati Tjeker e viene  derubato da un uomo della sua nave cercando inutilmente di essere risarcito dal Signore di Biblo. Egli inoltre chiede con insistenza, ma vanamente, il legname per il quale era stato inviato in missione e che in passato era già stato fornito dai regnanti precedenti. Il principe di Biblo infine accetta di fornire il materiale, ma vuole essere pagato, come d'altra parte era sempre stato fatto in passato; in caso contrario il richiedente viene invitato ad allontanarsi dalla città dato che il faraone non è sovrano su quei territori. Durante i loro concitati dialoghi emerge una sola convergenza, quella riguardante il dio Amon. Visto che il tempo trascorre e la missione rischia di fallire, Unamon decide di sbloccare la situazione di stallo scrivendo una missiva al visir Smendes per ottenere qualche bene prezioso, quale oro, argento, lino, papiri, pelli di bue, lenticchie e pesce allo scopo di ammorbidire la posizione refrattaria del Signore di Biblo. Solo così Unamon riesce infine ad ottenere, faticosamente, il legno richiesto.

Ma le peripezie non sono ancora terminate e la sfortuna è in agguato; quando sta per partire il nostro eroe, ancora dentro al porto di Biblo, è costretto a sfuggire ai pirati Tjeker, i quali pretendevano di punire Unamon per un furto commesso in precedenza. Il signore di Biblo si rifiuta di consegnare Unamon ai pirati e intima loro di agire solo fuori dalle acque del Libano. Unamon riesce infine a partire con una nave, ma è inseguito dai Tjeker; una tempesta improvvisa lo salva, ma lo fa naufragare sulle rive di Cipro, dove viene subito attaccato dai nativi che vogliono ucciderlo.

La storia giunta fino a noi si interrompe durante questa ennesima avventura capitata al viaggiatore Unamon.
La narrazione del racconto è scritta in modo chiaro e ha connotazioni vivaci. Grazie alle informazioni sulla navigazione e alla situazione dei paesi non più sottoposti al potere e all'influenza egiziana, il Viaggio di Unamon ha un interesse storico simile a quello di altri racconti classici quali Le avventure di Sinuhe.